# Призренский округ (Республика Косово)
Призренский округ (алб. Rajoni i Prizrenit, серб. Prizrenski okrug) — административная единица частично признанной Республики Косово.
Соответствует переформированному Призренскому округу в Сербии, община Ораховац передана в Джаковицкий округ, а община Гора переформирована в общину Драгаш, к которой добавлена также жупа Ополье. Община Драгаш находится в исторической области Гора. Сформированы также общины Малишево и Мамуша из частей соседних общие.

## Состав
Призренский округ состоит из следующих общин:
- Призрен
- Драгаш
- Сува-Река
- Малишево
- Мамуша

Города округа:
- Призрен
- Драгаш
- Сува-Река
- Малишево
- Мамуша